# Helmut Schubert (Fußballspieler)

Schubert im Trikot des Dresdner SC

Helmut Schubert (* 7. Februar 1916 in Niederplanitz; † 24. Juli 1988 in Hemer) war ein deutscher Fußballnationalspieler, der als Aktiver des Dresdner SC in den Jahren 1943 und 1944 die deutsche Meisterschaft sowie 1940 und 1941 den Tschammer-Pokal und im Jahre 1950 mit der ZSG Horch Zwickau die DDR-Meisterschaft errungen hat.

## Laufbahn

### Vereine, bis 1945
Fußballsportlich aufgewachsen in seinem Heimatverein Planitzer SC, erfuhr Helmut Schubert von 1933/34 bis 1939/40 in der Gauliga Sachsen seine Prägung als gleichermaßen kampfstarker wie spielintelligenter Stratege. In den leistungsfördernden Meisterschaftsspielen in Sachsen mit den Schwarz-Gelben aus Planitz gegen die Konkurrenten Dresdner SC, PSV Chemnitz, VfB Leipzig und BC Hartha schuf er die spielerischen Grundlagen, um als Gastspieler des Dresdner SC ab 1940, mit seinen neuen Mannschaftskollegen wie Herbert Pohl, Walter Dzur, Richard Hofmann und Helmut Schön die höchsten Titel in Deutschland erringen zu können. Der auf den Positionen des Außenläufers und Halbstürmers agierende Regisseur spielte bereits mit 20 Jahren in der sächsischen Gauauswahl im Reichsbundpokal. In einigen Spielen hatte er dabei seine Vereinskameraden Herbert Seltmann und Herbert Weigel an seiner Seite. Das letzte Spiel im Reichsbundpokal als Aktiver vom Planitzer SC absolvierte Schubert am 30. Juni 1940 in Augsburg im mit 1:3 Toren verlorenen Finale gegen Bayern. Er wurde 1940 zur Wehrmacht nach Dresden eingezogen und spielte deshalb ab Juli für den DSC im Halbfinale gegen Rapid Wien und im mit 0:1 Toren verlorenen Finale um die deutsche Fußballmeisterschaft gegen Schalke 04. Im Tschammer-Pokal feierte der Ex-Planitzer am 1. Dezember 1940 mit einem 2:1-Sieg gegen den 1. FC Nürnberg seinen ersten Titelgewinn mit Dresden.
In der Saison 1940/41 verlor Schubert mit Dresden in Beuthen das Halbfinalspiel in der Endrunde mit 1:2 Toren – Franz Binder war zweifacher Torschütze – gegen Rapid Wien und musste sich mit dem 3. Rang in der deutschen Meisterschaft begnügen. Dagegen glückte im Reichsbundpokal die Revanche gegen Bayern. Am 7. September 1941 gewann Sachsen mit neun Akteuren vom Dresdner SC das Finale in Chemnitz mit 2:0 Toren. Gekrönt wurde das Jahr 1941 durch die Titelverteidigung im Tschammer-Pokal. Am 2. November setzten sich Schubert und seine Mannschaftskollegen vom DSC mit einem 2:1-Erfolg gegen Schalke 04 durch.
In den beiden erfolgreichen Endspielen um die deutsche Fußballmeisterschaft 1943 und 1944 war Helmut Schubert jeweils auf seiner angestammten Position des linken Außenläufers aktiv. Insgesamt absolvierte er von 1940 bis 1944 in der Endrunde 17 Spiele und erzielte ein Tor.

### Nationalmannschaft, 1941
Die ersten unmittelbaren Kontakte zur Nationalmannschaft ergaben sich für Schubert einmal durch die Einladung zum DFB-Lehrgang vom 24. bis 29. März 1941 vor dem Länderspiel am 6. April in Köln gegen Ungarn und durch seine Berufung in den Kader für das Länderspiel am 15. Juni 1941 in Wien gegen Kroatien. Beim 5:1-Erfolg gegen die Balkan-Elf nach jeweils zwei Toren von Ernst Lehner und Fritz Walter sowie einem Treffer von Ernst Willimowski kamen Schubert und seine ebenfalls dem Kader angehörenden Vereinskameraden Dzur, Miller und Pohl aber nicht zum Einsatz.
Sein Debüt in der Nationalelf feierte Schubert am 5. Oktober 1941 in Helsinki gegen Finnland. Bundestrainer Sepp Herberger führte einen „Doppelspieltag“ durch – die A-Elf trat mit Kupfer, Rohde, Kitzinger, Lehner, Hahnemann, Walter und Schön in Stockholm an – und testete deshalb die Debütanten Herbert Burdenski, Lothar Richter, Herbert Pohl und Schubert in Helsinki. Da auch Walter Dzur als Stopper fungierte, war beim überzeugenden 6:0-Erfolg die komplette Läuferreihe des Dresdner SC im Einsatz. Über das Aufbauspiel von Pohl und Schubert wird im Spielbericht notiert: 

„Die beiden Dresdner Außenläufer drängten den deutschen Sturm immer wieder nach vorne und glänzten mit geschickten Spielzügen.“

Seinen zweiten Länderspieleinsatz hatte Schubert am 16. November in Dresden beim Spiel gegen Dänemark. Zusammen mit Andreas Kupfer und Hans Rohde bildete er beim 1:1-Remis die deutsche Läuferreihe. Mit dem dritten Länderspiel in Folge, am 7. Dezember 1941 in Breslau gegen Slowakei, endete die Nationalmannschaftskarriere von Helmut Schubert. Die Herberger-Elf gewann das Spiel mit 4:0 Toren und bot eine überzeugende Vorstellung. Vereinskamerad Herbert Pohl, der Eimsbüttler Rohde und Schubert bildeten die Läuferreihe. Im Spielbericht wird festgehalten: 

„Der gesamte deutsche Angriff und die beiden antreibenden Dresdner Außenläufer spielten glänzenden Fußball.“

### Nach dem Zweiten Weltkrieg, bis 1954
Als es nach Kriegsende wieder möglich war Fußball zu spielen, war dies für Schubert in Zwickau möglich. Erstmals am 26. September 1948 spielte der Routinier in der Landesauswahl von Sachsen. Bis zum Jahre 1951 brachte es der jetzt zumeist als defensiver Mittelläufer auflaufende Leistungsträger auf neun Auswahlberufungen. Darunter war auch das Spiel am 14. September 1949 vor 50.000 Zuschauern in Leipzig im Länderpokalwettbewerb des Jahres 1949/50, als Sachsen mit Trainer Helmut Schön den Niederrhein mit 2:1 Toren besiegen konnte. Die sächsische Läuferreihe mit Pohl, Schubert und Hans Kreische setzte sich dabei gegen das niederrheinische Innentrio mit Clemens Wientjes, Karl Klug und Karl Hetzel durch.
Den ersten überregionalen Erfolg im Verein verzeichnete Schubert im Jahre 1949, als er sich mit Horch Zwickau im zweiten Wiederholungsspiel um den 3. Platz im FDGB-Pokal in Dessau mit einem 5:1-Erfolg gegen FC Carl Zeiss Jena durchsetzen konnte. Im ersten Jahr der DDR-Oberliga, 1949/50, gewann er mit Zwickau die Meisterschaft mit zwei Punkten Vorsprung vor der SG Dresden-Friedrichstadt. Schubert absolvierte dabei 18 Spiele an der Seite der Mitspieler Karl Dittes und Heinz Satrapa. Seine guten spielerischen Qualitäten, seine kämpferische Natur, sein taktisches Verhalten, seine Ausgeglichenheit im Spiel befähigten ihn zum Rückhalt und zur Führung der Meistermannschaft. In den Jahren 1951 und 1953 belegte Schubert mit Horch noch zweimal den dritten Rang, ehe er nach der Runde 1953/54, nach insgesamt 95 Oberligaspielen seine aktive Spielerlaufbahn beendete. Mit einem 2:0-Erfolg am 20. Juni 1954 setzte sich Motor Zwickau mit Mittelläufer Schubert im FDGB-Pokal des Jahres 1954 gegen Empor Wurzen durch und zog in das Finale ein. Vor 15.000 Zuschauern im Heinz-Steyer-Stadion in Dresden verlor Zwickau aber das Endspiel am 3. Juli 1954 mit 1:2 Toren gegen ZSK Vorwärts Berlin und Helmut Schubert setzte damit endgültig den Schlusspunkt in seiner Spieler-Laufbahn.

## Erfolge
- Deutscher Meister: 1943 und 1944
- Pokalsieger: 1940 und 1941
- DDR-Meister: 1950
- Reichsbundpokalsieger: 1941
- Nationalspieler: 1941, drei Einsätze

## Sonstiges
Am 29. September 1939 beantragte Schubert die Aufnahme in die NSDAP und wurde zum 1. Dezember desselben Jahres aufgenommen (Mitgliedsnummer 7.326.836). Der gelernte Buchdrucker blieb bis 1959 in der DDR, um dann über Berlin zunächst nach Duisburg zu wechseln. Seinen Lebensabend verbrachte Helmut Schubert in Hermer, wo er bis 1976 noch in der Altherrenmannschaft des SV 08 spielte und 1988 nach einer schweren Krankheit starb.